# U-20-Fußball-Südamerikameisterschaft 2017
Die U-20-Fußball-Südamerikameisterschaft 2017 war die 28. Austragung dieses Turniers und fand vom 18. Januar bis 11. Februar 2017 in Ecuador statt.

## Modus
In der ersten Runde wurde in zwei Gruppen gespielt, in der jede Mannschaft einmal gegen jede andere Mannschaft spielte. Die besten drei Mannschaften jeder Gruppe kamen in die Finalrunde, in der ebenfalls jede Mannschaft einmal gegen jede andere Mannschaft spielte. Die besten vier Mannschaften der Finalrunde qualifizierten sich für die U-20-WM 2017.

## Gruppe A
| Pl. | Verein    | Sp. | S | U | N | Tore    | Diff. | Punkte |
| --- | --------- | --- | - | - | - | ------- | ----- | ------ |
| 1.  | Ecuador   | 4   | 2 | 1 | 1 | 007:600 | +1    | 07     |
| 2.  | Kolumbien | 4   | 2 | 1 | 1 | 006:500 | +1    | 07     |
| 3.  | Brasilien | 4   | 2 | 1 | 1 | 004:300 | +1    | 07     |
| 4.  | Paraguay  | 4   | 1 | 1 | 2 | 006:700 | −1    | 04     |
| 5.  | Chile     | 4   | 0 | 2 | 2 | 002:400 | −2    | 02     |

## Gruppe B
| Pl. | Verein      | Sp. | S | U | N | Tore    | Diff. | Punkte |
| --- | ----------- | --- | - | - | - | ------- | ----- | ------ |
| 1.  | Uruguay     | 4   | 2 | 2 | 0 | 008:300 | +5    | 08     |
| 2.  | Argentinien | 4   | 1 | 3 | 0 | 009:500 | +4    | 06     |
| 3.  | Venezuela   | 4   | 0 | 4 | 0 | 001:100 | ±0    | 04     |
| 4.  | Bolivien    | 4   | 1 | 1 | 2 | 003:800 | −5    | 04     |
| 5.  | Peru        | 4   | 0 | 2 | 2 | 002:600 | −4    | 02     |

## Finalrunde
| Pl. | Verein      | Sp. | S | U | N | Tore    | Diff. | Punkte |
| --- | ----------- | --- | - | - | - | ------- | ----- | ------ |
| 1.  | Uruguay     | 5   | 4 | 0 | 1 | 010:500 | +5    | 12     |
| 2.  | Ecuador     | 5   | 2 | 1 | 2 | 011:800 | +3    | 07     |
| 3.  | Venezuela   | 5   | 2 | 1 | 2 | 008:600 | +2    | 07     |
| 4.  | Argentinien | 5   | 2 | 1 | 2 | 006:900 | −3    | 07     |
| 5.  | Brasilien   | 5   | 1 | 3 | 1 | 006:600 | ±0    | 06     |
| 6.  | Kolumbien   | 5   | 0 | 2 | 3 | 002:900 | −7    | 02     |

## Schiedsrichter
- Dario Herrera
Assistenten: Diego Bonfá und Christian Navarro
- Gery Vargas
Assistenten: Juan Pablo Montaño und José Antelo
- Anderson Daronco
Assistenten: Rodrigo Correa und Guilherme Camilo
- Roberto Tobar
Assistenten: Raúl Orellana und José Retamal
- Gustavo Murillo
Assistenten: Humberto Clavijo und Jhon León
- Carlos Orbe
Assistenten: Juan Carlos Macías und Flavio Nall
- Mario Díaz de Vivar
Assistenten: Milciades Saldivar und Darío Gaona
- Diego Haro
Assistenten: Raúl López und Víctor Ráez
- Jonathan Fuentes
Assistenten: Richard Trinidad und Gabriel Popovits
- Jesús Valenzuela
Assistenten: Jorge Urrego und Franchescoly Chacón